# Peter Reinelt
Peter Reinelt (* 13. Juli 1939 in Bad Landeck, Landkreis Glatz; † 28. August 2010) war ein deutscher Pädagoge und Politiker (SPD).
Reinelt wurde in Schlesien geboren und besuchte das Rotteck-Gymnasium in Freiburg im Breisgau, wo er das Abitur machte. Danach studierte er Politologie, Geschichte und Germanistik an der Albert-Ludwigs-Universität Freiburg und an der Freien Universität Berlin. Anschließend übte er den Lehrerberuf aus, ab 1969 am Kant-Gymnasium in Weil, wo er bis zum Oberstudienrat aufstieg.
Er war seit 1969 Mitglied der SPD. Ab 1973 war er Kreisrat im Lörrach. Im Jahr 1976 begann seine politische Karriere als Abgeordneter im Landtag von Baden-Württemberg, dem er bis 2001 angehörte. Reinelt, der ab 1981 Vorsitzender des SPD-Kreisverbandes Lörrach war, vertrat den Wahlkreis Lörrach. 1984 wurde er stellvertretender Vorsitzender der SPD-Landtagsfraktion Baden-Württemberg. Mit Ausnahme der Landtagswahl 1992, als er das Direktmandat in seinem Wahlkreis errang, zog er stets über das Zweitmandat in den Landtag ein.
Nach der Landtagswahl in Baden-Württemberg 1992 wurde das Land von einer Großen Koalition unter Ministerpräsident Erwin Teufel regiert. Reinelt wurde Staatssekretär beim Umweltministerium unter Minister Harald B. Schäfer. Er war damit stimmberechtigtes Mitglied der Landesregierung von Baden-Württemberg. 1996 wurde die Große Koalition durch eine CDU/FDP-Koalition abgelöst. Reinelt verlor somit wieder sein Amt als Staatssekretär, blieb aber noch Landtagsabgeordneter.
Reinelt war katholisch, verheiratet, lebte in Weil am Rhein und hatte zwei Kinder. Er starb 2010 überraschend nach kurzer, schwerer Krankheit.